# Pulp Summer Slam
Das Pulp Summer Slam ist ein seit 2001 jährlich in Manila auf den Philippinen stattfindendes Musikfestival. Obwohl dem Festival hauptsächlich lokale Bands beiwohnen, schafften die Veranstalter es mehrfach, mehr als 25,000 Besucher auf das Musikfestival zu locken. Auf dem Pulp Summer Slam treten hauptsächlich Rock- und Metalbands auf, wobei auch diverse Künstler aus anderen Genres wie Reggae, Ska und Hip-Hop gebucht werden. Das Pulp Summer Slam findet immer am letzten Aprilwochenende, Samstags, statt. Das Pulp Summer Slam ist das größte und am längsten laufende Open-Air-Festival in Südostasien.
Seit der Erstaustragung des Festivals im Jahre 2001 haben bereits mehrere international bekannte Künstler auf dem Festival gespielt wie etwa Lamb of God, Testament, Death Angel, Darkest Hour, Shadows Fall, Anthrax, Hellyeah, Arch Enemy, Blessthefall, We Came as Romans, Periphery, August Burns Red, Cannibal Corpse, Coheed and Cambria, Dragonforce, As I Lay Dying, Circa Survive, A Skylit Drive, Amoral, Bullet for My Valentine, Asking Alexandria, Kreator, Crossfaith, The Black Dahlia Murder, Carcass, Killswitch Engage, Cradle of Filth, The Word Alive, Escape the Fate, Suffocation, I Killed the Prom Queen, Lacuna Coil und Chthonic. Die zehnte Ausgabe des Festivals wurde im Amoranto Stadium in Manila ausgetragen.
Die Band Shadows Fall nahm ihre DVD Madness in Manila, welche am 29. August 2010 erschien auf dem Pulp Summer Slam auf. Auch Arch Enemy und Death Angel nahmen bereits Videos von ihren Auftritten auf dem Pulp Summer Slam auf und verwendeten Videoausschnitte für ihre Dokumentationen.